# Parábola dos Talentos

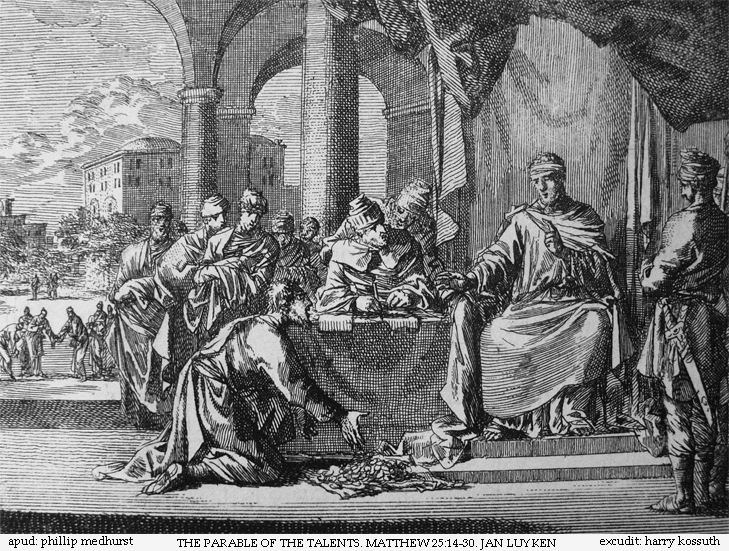
Parábola dos Talentos.
Gravura por Jan Luyken na Bíblia de Bowyer.

A Parábola dos talentos, também conhecida como Parábola das Minas, é uma parábolas de Jesus e aparece em dois dos evangelhos canônicos. As diferenças entre Mateus 25:14–30 e Lucas 19:12–27 são substanciais e, por isso, é impossível que as duas parábolas tenham sido derivadas de uma mesma fonte. Em Evangelho de Mateus, as palavras de abertura aparecem para ligar a parábola com a parábola anterior, das Dez Virgens, uma parábola sobre a chegada do Reino dos Céus.
Segundo Eusébio de Cesareia, uma variante da Parábola dos Talentos também era encontrada no apócrifo Evangelho dos Hebreus, hoje perdido.

## Narrativa bíblica

### Mateus ("talentos")
No Evangelho de Mateus:
| “ | «Pois é assim como um homem que, partindo para outro país, chamou os seus servos e lhes entregou os seus bens: a um deu cinco talentos, a outro dois e a outro um, a cada qual segundo a sua capacidade; e seguiu viagem. O que recebera cinco talentos, foi imediatamente negociar com eles e ganhou outros cinco; do mesmo modo o que recebera dois, ganhou outros dois. Mas o que tinha recebido um só, foi-se e fez uma cova no chão e escondeu o dinheiro do seu senhor. Depois de muito tempo voltou o senhor daqueles servos e ajustou contas com eles. Chegando o que recebera cinco talentos, apresentou-lhe outros cinco, dizendo: Senhor, entregaste-me cinco talentos; aqui estão outros cinco que ganhei. Disse-lhe o seu senhor: Muito bem, servo bom e fiel, já que foste fiel no pouco, confiar-te-ei o muito; entra no gozo do teu senhor. Chegou também o que recebera dois talentos, e disse: Senhor, entregaste-me dois talentos; aqui estão outros dois que ganhei. Disse-lhe o seu senhor: Muito bem, servo bom e fiel, já que foste fiel no pouco, confiar-te-ei o muito, entra no gozo do teu senhor. Chegou por fim o que havia recebido um só talento, dizendo: Senhor, eu soube que és um homem severo, ceifas onde não semeaste e recolhes onde não joeiraste; e, atemorizado, fui esconder o teu talento na terra; aqui tens o que é teu. Porém o seu senhor respondeu: Servo mau e preguiçoso, sabias que ceifo onde não semeei e que recolho onde não joeirei? Devias, então, ter entregado o meu dinheiro aos banqueiros e, vindo eu, teria recebido o que é meu com juros. Tirai-lhe, pois, o talento e dai-o ao que tem os dez talentos; porque a todo o que tem, dar-se-lhe-á, e terá em abundância; mas ao que não tem, até o que tem, ser-lhe-á tirado. Ao servo inútil, porém, lançai-o nas trevas exteriores; ali haverá o choro e o ranger de dentes.» (Mateus 25:14–30) | ” |

### Lucas ("minas")
No Evangelho de Lucas:
| “ | «Disse, pois: Certo homem ilustre foi para um país longínquo a fim de obter para si o governo e voltar. Chamou dez servos seus, deu-lhes dez minas e disse-lhes: Negociai até eu voltar. Mas os seus concidadãos o odiavam e enviaram após ele uma embaixada, dizendo: Não queremos que este homem nos governe. Quando ele voltou, depois de haver tomado posse do governo, mandou chamar os servos a quem dera o dinheiro a fim de saber como cada um havia negociado. Apresentou-se o primeiro e disse: Senhor, a tua mina rendeu dez. Respondeu-lhe o senhor: Muito bem, servo bom, porque foste fiel no mínimo, terás autoridade sobre dez cidades. Veio o segundo, dizendo: Senhor, a tua mina rendeu cinco. A este respondeu: Sê tu também sobre cinco cidades. Veio outro, dizendo: Senhor, eis a tua mina que tive guardada em um lenço; pois eu tinha medo de ti, porque és homem severo, tiras o que não puseste e ceifas o que não semeaste. Respondeu-lhe: Servo mau, pela tua boca eu te julgarei. Sabias que sou homem severo, que tiro o que não pus e ceifo o que não semeei; por que, pois, não puseste o meu dinheiro no banco? E então na minha vinda o teria exigido com juros. Disse aos que estavam presentes: Tirai-lhe a mina e dai-a ao que tem as dez. Responderam-lhe: Senhor, este já tem dez. Declaro-vos que a todo o que tem, dar-se-lhe-á; mas ao que não tem, até aquilo que tem, lhe será tirado. Quanto, porém, a esses meus inimigos, que não quiseram que eu os governasse, trazei-os aqui e matai-os diante de mim.» (Lucas 19:12–27) | ” |

Esta parábola é, no geral, similar à que está presente no Evangelho de Mateus, mas entre as diferenças estão a inclusão do tema sobre o rei obtendo um reino e o senhor confiando aos servos quantidades iguais de bens, medidos em "minas" ao invés de "talentos" (1 talento = 60 minas). Adicionalmente, Lucas inclui no começo um relato dos cidadãos enviando ao mestre para dizer-lhe que eles não o queriam como rei e, no final, Lucas adiciona que o mestre comanda que seus adversários sejam trazidos à sua presença e mortos.
Os paralelos entre o material de Lucas (o evangelho e os Atos dos Apóstolos) e as obras de Flávio Josefo há muito já foram percebidas. A ideia central, de um homem viajando para um país distante (igualado a um reino) tem vagas semelhanças com Herodes Arquelau viajando a Roma para conseguir seu reino; embora esta semelhança em si não seja significativa, o relato de Josefo também contém detalhes que aparecem nos detalhes do relato de Lucas. Josefo descreve os judeus enviando uma embaixada a Augusto em paralelo com a viagem de Arquelau para reclamar que eles não o querem como governante. Quando Arquelau retorna, ele fez com que 3.000 de seus inimigos fosse trazidos até ele no Templo de Jerusalém e assassinados.

### Evangelho dos Hebreus
Eusébio afirma que no "Evangelho dos Hebreus" a ameaça não era contra o homem que havia escondido o talento, mas contra o que viveu de forma dissoluta - pois ele fala de três: um desperdiçou as posses de seu mestre com prostitutas e dançarinas, outro multiplicou seus ganhos e outro escondeu o talento. Por isso, um foi aceito, um foi expulso e um foi preso..

## Interpretação

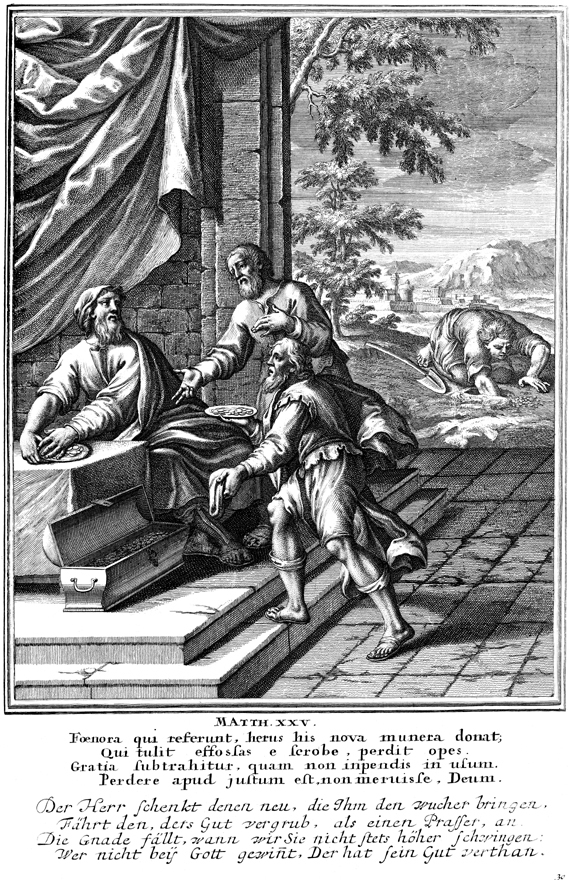
Parábola dos Talentos.
Xilogravura do livro Historiae celebriores Veteris Testamenti Iconibus representatae.

Um talento era uma unidade de peso de cerca de 80 libras, embora haja alguma discordância acadêmica sobre o tamanho exato da unidade. Apesar de um talento poder medir qualquer coisa, quando utilizado sem qualificação entende-se que se refere a prata como uma unidade monetária (talento) no valor de cerca de 6.000 denários. Uma vez que um denário era o pagamento usual para um dia de trabalho, um talento equivalia aproximadamente ao valor de vinte anos de trabalho de uma pessoa comum.
Em Mateus, as palavras de abertura parecem ligar a parábola à parábola das Dez Virgens, que a precede imediatamente, e que lida com a sabedoria num contexto escatológico. 

### Como um ensinamento para os cristãos
Tradicionalmente, a Parábola dos Talentos tem sido vista como uma exortação aos discípulos de Jesus a usar seus dons dados por Deus a serviço de Deus e a assumir riscos pela causa do Reino de Deus. Estes dons incluem habilidades pessoais ("talentos" no sentido usual), bem como a riqueza pessoal. A não utilização dos talentos, a parábola sugere, irá resultar em castigo.

### Como uma crítica de líderes religiosos
Joachim Jeremias acreditava que o significado original da parábola não era uma questão ética sobre todos os homens. Em vez disso, viu-a como visando os escribas que tinham retido "de seus companheiros uma quota devida do dom de Deus". Em sua opinião, Jesus está dizendo que esses escribas em breve serão levados para explicar o que fizeram com a Palavra de Deus que lhes foi confiada.
Jeremias também acreditava que na vida da igreja primitiva, a parábola tomou um novo significado, com o comerciante se tornando uma alegoria de Cristo para que "sua jornada se tornasse a ascensão, o seu posterior regresso... a parusia, que convida os seus para o banquete messiânico".

### Como uma crítica social
William R. Herzog II acredita na interpretação tradicional da parábola, mas fornece uma interpretação à luz da teologia da libertação em que a imagem do senhorio ausente, que colhe onde não semeou, é interpretada literalmente. Na leitura de Herzog, o terceiro servo é um "delator" que "desmascarou a 'alegria do mestre' pelo que ela é, os lucros da exploração desperdiçados em excessos". Ele é punido por falar a verdade e não por não trazer nenhum lucro. Para Herzog, o objetivo da parábola é a necessidade de agir com solidariedade quando confrontado com injustiça.
O sociologista Robert K. Merton utilizou a Parábola dos Talentos para descrever um sistema de recompensas na ciência no qual cientistas famosos geralmente recebem créditos desproporcionais por suas contribuições, enquanto que cientistas menos famosos recebem menos do que seria justo. Ele chamou este fenômeno de Efeito Mateus.